# العلاقات الإندونيسية الكوبية
العلاقات الإندونيسية الكوبية هي العلاقات الثنائية التي تجمع بين إندونيسيا وكوبا.

## مقارنة بين البلدين
هذه مقارنة عامة ومرجعية للدولتين:
| وجه المقارنة                                              | إندونيسيا         | كوبا                              |
| --------------------------------------------------------- | ----------------- | --------------------------------- |
| المساحة (كم2)                                             | 1.90 مليون        | 109.88 ألف                        |
| عدد السكان (نسمة)                                         | 263.99 مليون      | 11.48 مليون                       |
| الكثافة السكانية (ن./كم²)                                 | 138.94            | 104.48                            |
| العاصمة                                                   | جاكرتا            | هافانا                            |
| اللغة الرسمية                                             | اللغة الإندونيسية | اللغة الإسبانية                   |
| العملة                                                    | روبية إندونيسية   | بيزو كوبي، بيزو كوبي قابل للتحويل |
| الناتج المحلي الإجمالي (بليون دولار)                      | 1.02 تريليون      | 87.13 مليار                       |
| الناتج المحلي الإجمالي (تعادل القوة الشرائية) بليون دولار | 2.85 تريليون      |                                   |
| الناتج المحلي الإجمالي الاسمي للفرد دولار أمريكي          | 3.35 ألف          |                                   |
| الناتج المحلي الإجمالي للفرد دولار أمريكي                 | 10.52 ألف         |                                   |
| مؤشر التنمية البشرية                                      | 0.684             | 0.769                             |
| رمز المكالمات الدولي                                      | +62               | +53                               |
| رمز الإنترنت                                              | .id               | .cu                               |
| المنطقة الزمنية                                           |                   | 00                                |

## منظمات دولية مشتركة
يشترك البلدان في عضوية مجموعة من المنظمات الدولية، منها:
| علم المنظمة | اسم المنظمة                   | تاريخ انضمام إندونيسيا | تاريخ انضمام كوبا |
| ----------- | ----------------------------- | ---------------------- | ----------------- |
|             | يونسكو                        | 27 مايو 1950           | 29 أغسطس 1947     |
|             | منظمة حظر الأسلحة الكيميائية  | ?                      | ?                 |
|             | منظمة التجارة العالمية        | ?                      | ?                 |
|             | الاتحاد البريدي العالمي       | ?                      | ?                 |
|             | منظمة الشرطة الجنائية الدولية | 5 أكتوبر 1954          | ?                 |
|             | الأمم المتحدة                 | 28 سبتمبر 1950         | 24 أكتوبر 1945    |
|             | الاتحاد الدولي للاتصالات      | 1949                   | 16 يناير 1918     |
|             | المنظمة الهيدروغرافية الدولية | ?                      | ?                 |

## وصلات خارجية
- موقع وزارة الخارجية الإندونيسية
- موقع وزارة الخارجية الكوبية